# Gaius Iulius Gallus
Gaius Iulius Gallus war ein im 1. und 2. Jahrhundert n. Chr. lebender Angehöriger des römischen Senatorenstandes.
Durch Militärdiplome, die z. T. auf den 15. September und den 24. November 124 datiert sind, ist belegt, dass Gallus 124 zusammen mit Gaius Valerius Severus Suffektkonsul war; das Konsulat der beiden dauerte vom 1. September bis zum 31. Dezember dieses Jahres. Weitere Diplome, die z. T. auf den 1. Juli 126 und den 18. Februar 129 datiert sind, belegen, dass er von 126 bis 129 Statthalter der Provinz Moesia superior war.